# Герб Федерации Вест-Индии
Герб Федерации Вест-Индии — официальный символ Федерации Вест-Индии, наряду с флагом и гимном. Принят 1 августа 1957 года, использовался до 1962 года.

## Описание и символика
В центре герба на серебряно-золотом щитке изображался красный шеврон. Сам щит синего цвета, пересечён четырьмя белыми волнами. По краям щита расположено десять золотых безантов, в главе щита — на красном поле золотой леопард. Щитодержателями служили широко распространённые в Вест-Индии перуанские олуши (Sula variegata - Sulidae; в ряде источников говорится, что щитодержателями служили бурые пеликаны), а шлем с венком, бурелетом и намётом увенчивала рука с факелом свободы. В основании щита расположена лента с девизом «To dwell together in unity» (англ. «Жить вместе в единстве»).
Безанты символизируют каждую островную группу и каждого члена федерации. Белые волны на синем фоне, обременённые безантами, — Карибское море и солнце, отражающееся в волнах. Этот дизайн основан на флаге Федерации, созданном Эдной Мэнли; также волны на щите говорят о преемственности, так как бело-синий щит с волнами был основным элементом герба Подветренных островов (1909—1957). Золотой леопард на красном фоне является основным элементом герба Англии и символизирует британское прошлое, факел — свободу. Олуша являлась «национальной птицей» страны и символизировала фауну Федерации.

## История
В процессе образования Федерации был создан Постоянный комитет Федерации (англ. Standing federation committee), который, наряду с конституцией, названием, гимном и т.д. принял и герб Федерации. 